# بازوش-سور-ول
بازُش-سور-وِل (به فرانسوی: Bazoches-sur-Vesles) یک کمون در فرانسه است که در ان (ا-دو-فرانس) واقع شده‌است.

## خصوصیات
بازُش-سور-وِل ۹٫۴۹ کیلومترمربع مساحت و ۴۷۲ نفر جمعیت دارد و ۵۸ متر بالاتر از سطح دریا واقع شده‌است.

## نگارخانه

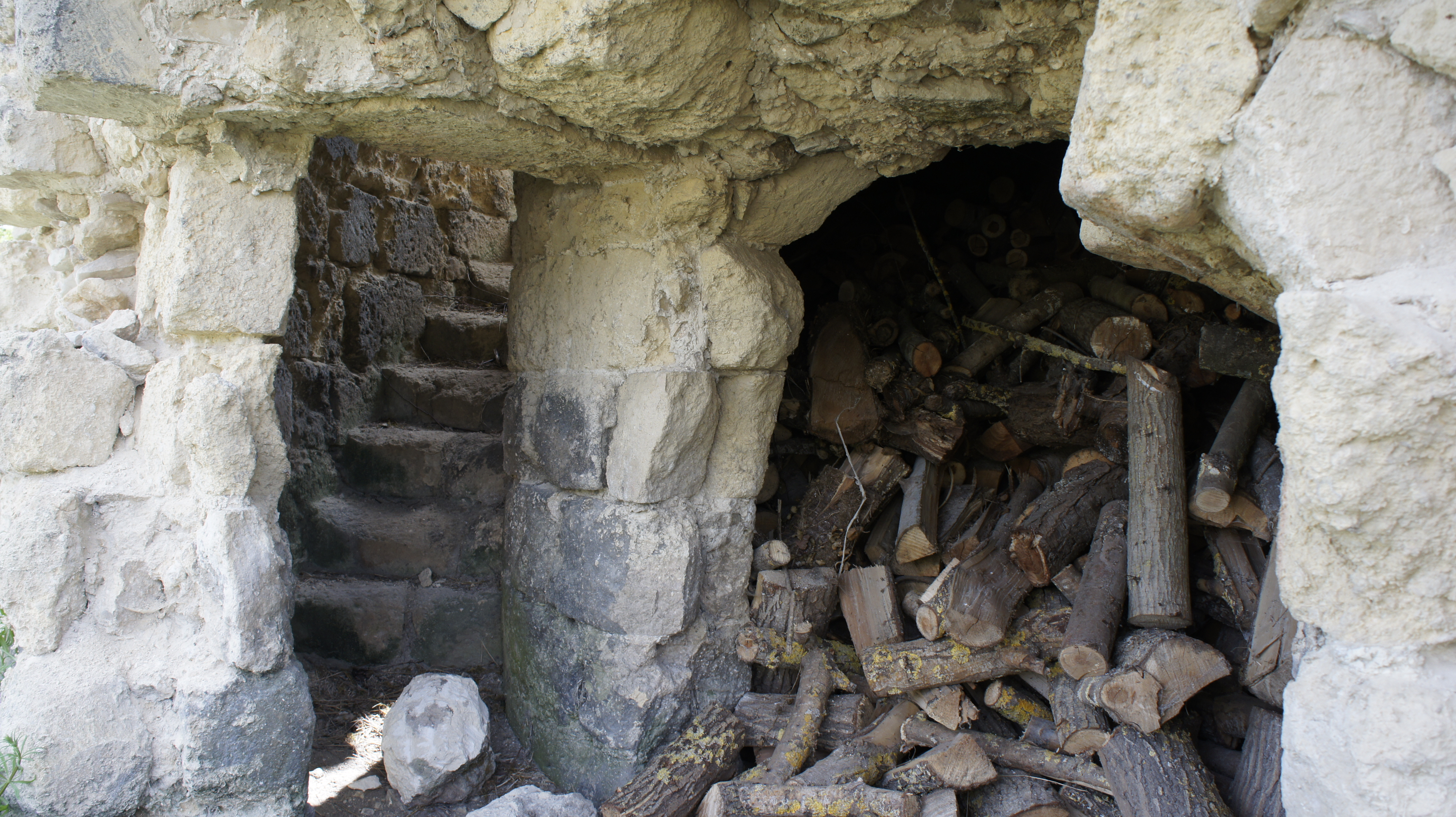
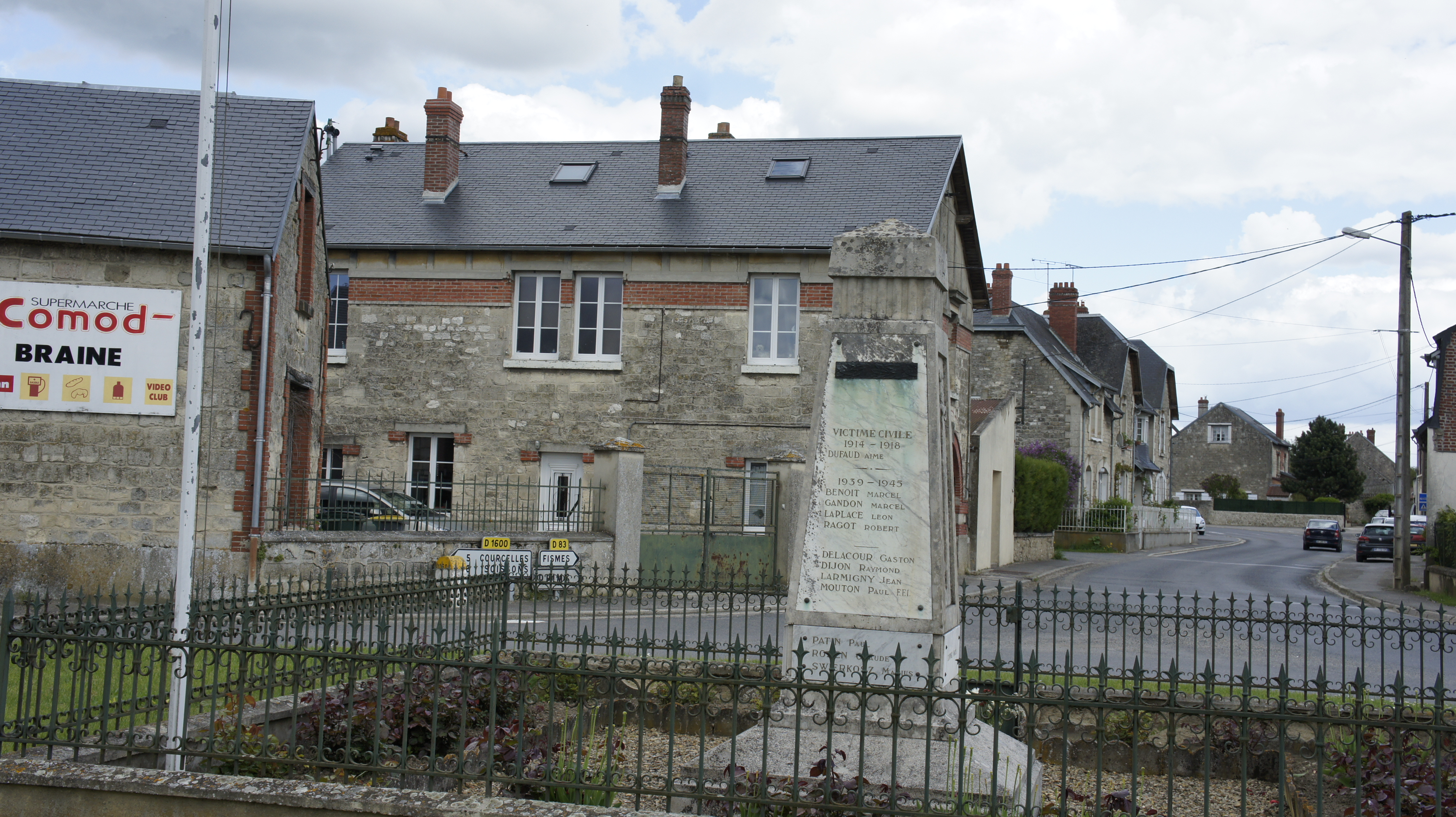
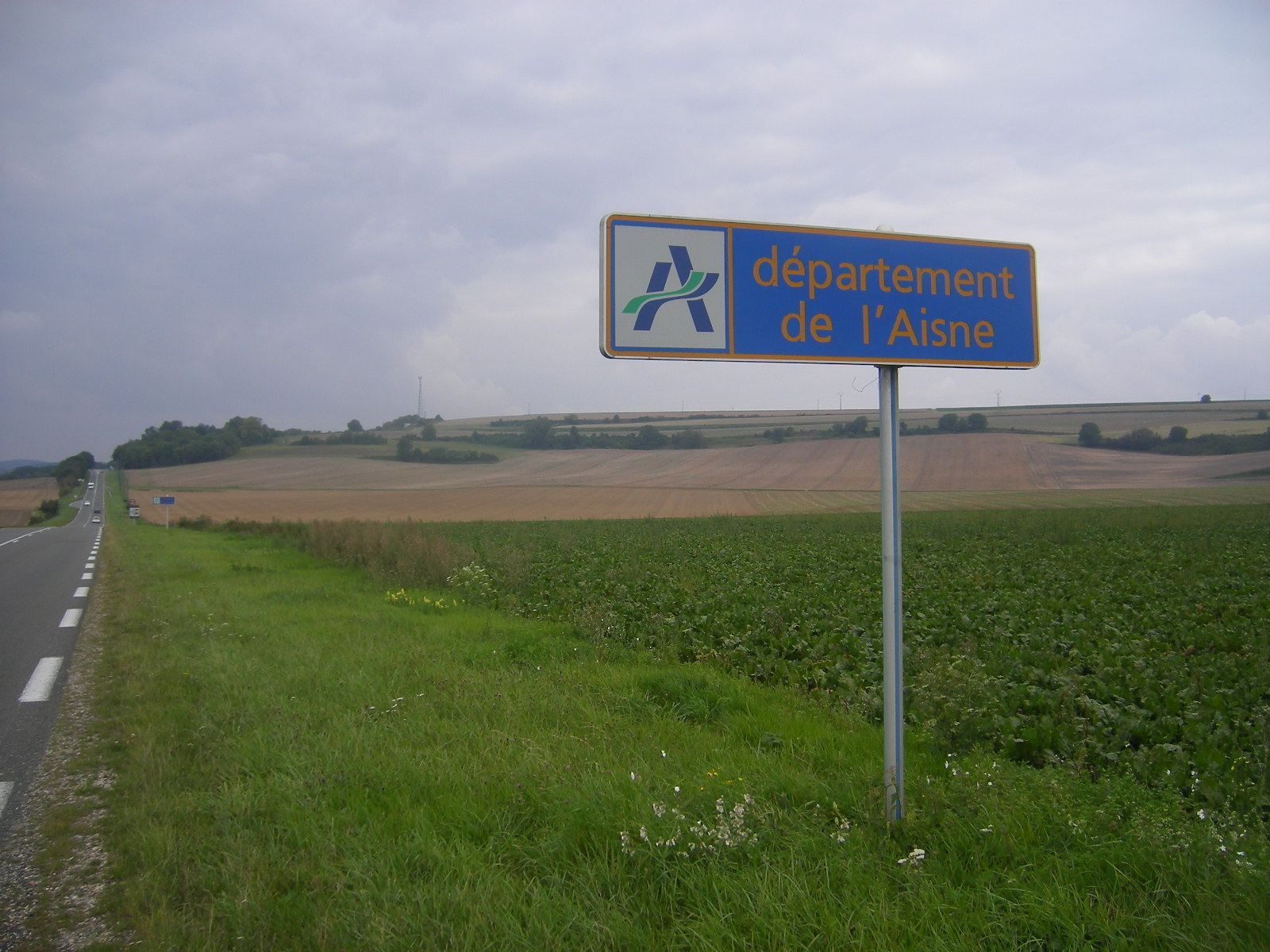